# Hydrocyphon renati
Hydrocyphon renati is een keversoort uit de familie moerasweekschilden (Scirtidae). De wetenschappelijke naam van de soort werd in 1981 gepubliceerd door Nyholm.